# 障害者の権利に関する条約

障害者の権利に関する条約の批准、署名状況
条約締約国
条約に署名、しかし未批准の国
条約に未署名、未批准の国

障害者の権利に関する条約（しょうがいしゃのけんりにかんするじょうやく、英語: Convention on the Rights of Persons with Disabilities）は、あらゆる障害者（身体障害、知的障害および精神障害など）の、尊厳と権利を保障するための条約である。
日本国政府による翻訳も「障害者の権利に関する条約」である。以下、原則として「障害者権利条約」の表記を用いる。

## 概要
この条約は、21世紀では初の国際人権法に基づく人権条約であり、2006年12月13日に第61回国連総会において採択された。日本国政府の署名は、2007年9月28日であった。2008年4月3日までに中華人民共和国、サウジアラビアも含む20ヵ国が批准し、2008年5月3日に発効した。2025年2月現在の批准国は192カ国である。なお欧州連合は、2010年12月23日に組織として集団批准した。
2013年12月4日、日本の参議院本会議は、障害者基本法や障害者差別解消法の成立に伴い、国内の法律が条約の求める水準に達したとして、条約の批准を承認した。日本の批准は2014年1月20日付けで、国際連合事務局に承認されている。

## 障害者権利条約採択までの経緯

### コンセンサス採択
2001年12月、第56回国連総会においてメキシコの提案で「障害者の権利及び尊厳を保護・促進するための包括的総合的な国際条約（外務省訳）」決議案をコンセンサスで56/168で採択した。諸提案について検討するために障害者権利条約特別委員会を設置し作業日10日間の会合を最低1回開催することとなった。

### 障害者権利条約特別委員会（アドホック委員会）の開催
全8回開催され、障害のある人も約70カ国から参加した。
- 2001年12月 メキシコ提案決議案採択（第56回国連総会）
- 2002年7月 障害者権利条約特別委員会第1回会合
- 2003年6月 障害者権利条約特別委員会第2回会合
- 2004年1月 障害者権利条約起草作業部会
- 2004年5月 障害者権利条約特別委員会第3回会合
- 2004年8月 障害者権利条約特別委員会第4回会合
- 2005年1月 障害者権利条約特別委員会第5回会合
- 2005年8月 障害者権利条約特別委員会第6回会合
- 2006年1月 障害者権利条約特別委員会第7回会合
- 2006年8月 障害者権利条約特別委員会第8回会合
- 2006年12月5日 障害者権利条約特別委員会第8回会合再開会期において採択

### 委員会採択後の経過（日本政府の対応を中心に）
- 2006年12月13日 国連総会において採択。
- 2007年 9月28日高村正彦外務大臣（当時）が署名。
- 2008年 5月 3日 発効。
- 2013年12月 4日 参議院本会議が、障害者基本法や障害者差別解消法の成立に伴い、国内の法律が条約の求める水準に達したとして、条約の批准を承認。
- 2014年 1月20日 批准書を寄託。
- 2014年 2月19日 日本について効力を発生。

### 障害者活動のロビーイング
障害者の世界ネットワークである、II、RI、WNUSP、WBU、世界ろう連盟(WFD)、WFB、DPIが集結しIDA国際障害同盟を創り、そこからIDC国際障害コーカスを結成し、中心になってロビーイング活動を行った。ハンディキャップ・インターナショナル（en:Handicap International）も条約の作成に参加した。

## 障害者権利条約の特徴

### 条約の基本的考え方
障害者に関する法は、リハビリテーションや福祉の観点から考えることが多いが、障害者権利条約は国際人権法に基いて人権の視点から考えて創られた。その前文においては、「全ての人権と基本的自由が普遍的であり、不可分であり、相互に依存し、相互に関連している」（(c)項）というウィーン宣言及び行動計画の基本原則が再確認され、障害のある人の多くが、差別、乱用、貧困に晒されていて、特に女性や女の子が家庭内外での暴力、ネグレクト、搾取等にさらされやすい現状にあることを指摘し、個人は他の個人とその個人の属する社会に対して義務を負い、国際人権法に定められた人権を増進及び擁護のために努力する責任があると認識し、(続き要約、家族による貢献とその為の保護及び支援、国際条約による社会の是正と並びに機会均等と参加)を確信して次のとおり協定した、と明記している。
リハビリテーションでは、障害がためによる生活上の困り感をできさせるようにさせることを目的とした訓練をすることをさすため、結果的には人権侵害にもなりうる。障害は個人ではなく社会にあるといった視点からの条約である。
さらに、「われわれのことを我々抜きで勝手に決めるな!」（英語: Nothing about us without us!）と言うスローガンを掲げた事が画期的であり、障害者の視点から作られた条約であることも特徴的である。
当事者の自尊心、自己決定権の重視や、不可侵性（インテグリティ）の保護、雇用や医療を受ける機会も含めた生活のあらゆる場面における差別禁止、障害を持つことに由来する社会からの隔離や孤立の防止、その個性と違いを尊重された上での被選挙権をも含めた社会参加の権利、さらに医学的乱用、実験からの保護やインフォームド・コンセントの権利、さらに成人教育や生涯学習、当事者に対する社会全体の偏見やステレオタイプと闘う意識向上の政策の必要性の強調など一連の国際人権法の中で、当条約と「ジョグジャカルタ原則」のみに共通する事項も多い。

### 一般的原則
第3条では、固有の尊厳、個人の自律（自己の選択を行う自由を含む。）及び人の自立の尊重。非差別。社会への完全かつ効果的な参加及びインクルージョン。差異の尊重、並びに人間の多様性及び人間性の一部としての障害のある人の受容。機会の平等。アクセシビリティ。男女の平等。障害のある子どもの発達しつつある能力の尊重、及び障害のある子どもがそのアイデンティティを保持する権利の尊重。を一般的原則としている。（訳；日本障害フォーラム 長瀬修 川島から引用）

### 国内人権機関
障害者権利条約の第33条にはパリ原則に基づく国内人権機関(NHRIs)が明文化されており、この条文は障害者権利条約の特徴である。また、第34条障害のある人の権利に関する委員会には障害のある人の参加を考慮することとなっている。

## 障害者権利条約の条文

### 第1条　目的
この条約は、全ての障害者によるあらゆる人権及び基本的自由の完全かつ平等な享有を促進し、保護し、及び確保すること並びに障害者の固有の尊厳の尊重を促進することを目的とする。
障害者には、長期的な身体的、精神的、知的又は感覚的な機能障害であって、様々な障壁との相互作用により他の者との平等を基礎として社会に完全かつ効果的に参加することを妨げ得るものを有する者を含む。

### 第2条 定義
当条約の目的の為に以下のように用語について定義する。「コミュニケーション」には、点字や触覚による、または言語によらないコミュニケーション、平易な言語、読み上げ、補助的及び代替的な意思疎通の様式、手段、及び形態、利用可能な情報通信技術よるものも含む。「言語」には、手話その他の形態の非音声言語も含む。「障害による差別」とは、障害を理由とした万人に対する、政治権、経済権、社会権、文化権、市民権の全分野にわたる、人権と基本的自由のあらゆる区別、排除、制限を、さらに障害のある人に対する合理的配慮の欠如を意味する。「合理的配慮」とは障害のある人が他の人同様の人権と基本的自由を享受できるように、物事の本質を変えてしまったり、多大な負担を強いたりしない限りにおいて、配慮や調整を行うことである。「ユニバーサルデザイン」とは障害のある人も含めてすべての人に利用可能な生産物、環境、サービスのデザインを意味する。

### 第4条 一般的義務
締約国は、障害のある人の人権と基本的自由の実現と促進のため、効果的な政策を実施する。この条約の実現のため国内法の制定と改正を行い、すべての政策と計画において障害のある人の意思決定が反映されるようにする。この条約と相いれない慣行を廃絶する。

### 第6条 障害のある女性
締約国は、障害のある女性や女の子が複合的な差別を受けていることを認め適当な立法的、行政的措置をとる。

### 第7条 障害のある子ども
締約国は、障害のある子どもが複合的な差別を受けていることを認め適当な立法的、行政的措置をとる。

### 第8条 意識向上
締約国は、即時に障害のある人々に対するステレオタイプや偏見や因習と闘い、家族を含む社会全体の意識の向上ための適切な立法的、行政的措置をとる。

### 第9条 アクセシビリティ
締約国は、全ての当事者にインターネットも含めたアクセシビリティの提供を行う為のあらゆる適切な措置を講じ、それを妨げる問題を撤廃する。

### 第10条 生命の権利
条文では「生命の固有の権利を認めること、差別したり、権利を侵害してはならないこと」とされている。障害者を殺したものへの減刑は、その障害者の生命を軽んじていることになりこれも生命を差別していることになる。優生学における障害児の産み分けも禁止することとしている。いわば、存在しない方が良い生命があることになるからである。死ぬことを前提とした生活も禁止されることとなる。

### 第11条 緊急時や災害時における安全
障害者を他のものと等しく国際人道法と国際人権法に則り、武力紛争や天災、火災等も含めた自然災害等における、避難ルートの整備や安全な場所への保護を行う。

### 第12条 法の前の平等の承認
あらゆる場所で法の前に人として平等に承認されることを再承認する。また、生活の全ての側面において個人が法的能力を享受できることを認める。締約国は、法的能力の行使に関して乱用を防ぐために国際人権法に沿って適切で効果的な保護を提供する。こうした保護は当事者の権利、意思、意向を尊重し、利益相反行為や過剰な影響を避け、個人の状況に均衡な調整がなされ、正当で、独立した公正な司法機関による、定期的な違憲審査制に付されること。

### 第13条 司法へのアクセス
他の者の同様に、効果的な司法機関を通してから判断すること。また、捜査や他の準備段階も含めすべての法的手続きにおいて、証人としても含め司法への参加を容易にするため、障害のある人に司法手続や年齢上の合理的配慮を行うこと。締約国は司法機関へのアクセスを支援するため、警察官や刑務官も含めた司法機関に従事する職員に対する適切な訓練を促進する。この第13条は第12条と共に国連薬物犯罪事務所による人道上『特別の必要性のある囚人に関する手引書』にも引用されている。

### 第14条 身体の自由
身体の拘束からの自由や、身体を社会の中の個人として位置づけることとする。障害や治療を理由に、身体拘束したり、隔離したり、閉じ込めることは許されない。

### 第17条 個人のインテグリティの保護
障害のある人への精神的、身体的不可侵性（そのままであること）を保護する。一切の強制は認めず、また、プライバシーや人間関係、所有物を全て個人が所有し、それをどういった理由でも他者が所有したり、記録したりすることを許されないこととする。

### 第23条 家族
障害のある人が、他の者と平等に、結婚や養子縁組を含めて家族を築く権利を保証する。障害を理由とした断種から保護されること。

### 第24条 教育
障害のある人が成人教育や生涯学習も含めて、インクルージョン教育制度の下に良質な教育を受けられる公平な機会を与えられること。個人に必要とされる合理的配慮が提供されること。さらに障害のある人も教員に採用し、点字や手話の学習やそれらの利用できる機会を確保する。

### 第25条 健康
他の者との平等を基礎とした、到達可能な最高水準の健康の権利の実現のため障害のある人への医療や保健などの健康サービスを提供する。障害のある人の参加が極めて容易な立地を含めた環境を創る。障害を理由に、医療や保健などの健康サービスを拒否されてはならない。医療や保健などの健康サービスは、提供者と消費者の合意によってなされるものとする。障害のある人の健康状態が悪くならないようにする。

### 第26条 ハビリテーションとリハビリテーション
締結国は、ピアサポートも含めて、生活のあらゆる場面（地方の農村地の含め）での可能な限り最高の自立と身体的、精神的、社会的そして職業的能力の獲得と維持のため、とりわけ健康、雇用、教育、社会的サービスの分野で包括的なハビリテーション（社会参加に必要な能力の習得）とリハビリテーションのサービスとプログラムを構成し、強化させる。それらは可能な限り早期より実施され、当事者個人のニーズと長所の学際的な評価に基いて実施されること。

### 第27条 仕事と雇用
障害のある人の、仕事への権利を認め、あらゆる形態の雇用にかかる全ての事項に関して障害を理由とする差別を禁止する。障害のある人が、他の者と平等に公正で好ましい条件で雇用されるよう、差別や職場いじめから保護し、苦情に関する法的救済について保障する。さらに特に雇用されることが困難な人のためその個性や能力に応じて独自の自営業を営むことや、独自の起業家精神をも促進すること。公的部門において障害のある人を雇用すること。合理的配慮が障害のある人に提供されること。障害のある人が奴隷の状態や隷属状態に置かれないこと及び、他の者と平等に強制労働から保護されることを保証する。

### 第28条 充分な生活水準及び社会保障
締約国は障害のある人とその家族が十分な生活水準と生活水準の不断の改善を享受する権利を認め、差別なしに実現することを保証し、促進する。社会保障について障害のある人が差別なしに享受する権利を認めその実現の保障と促進のため適切な措置を講じる。
- a)清潔な水、障害に関する必要性に応じた適切なサービス、福祉機器その他の支援を利用できることを確保する。
- b)障害のある人、特に女性、女の子、高齢者が社会保障及び貧困削減計画を得られることを確保する。
- c)貧困の状態で生活している障害者とその家族が障害に関連する費用に関して、カウンセリングや休息介護を含めて、国の支援を得られることを確保する。
- d)障害のある人が公営住宅計画を利用できることを確保する。
- e)障害のある人が退職手当や計画を平等に得られることを確保する。

### 第30条 文化的生活、レクリエーション、レジャー及びスポーツへの参加
締約国が障害のある人に他の人と平等に、レクリエーション、レジャーやスポーツも含めて文化的生活に参加する権利があることを認め、とりわけ、「自己の利益のみならず社会を豊かにするためにも創造的、芸術的、知的は潜在能力を磨き活用する機会を与えられるよう適切な措置をとる」こと、「手話や聴覚障害のある人の文化も含め独自の文化的及び言語的なアイデンティティー」を承認することを求めている。

### 第49条 万人に利用可能な様式
この条約が、全ての人に利用可能な様式で提供されることを記している。

## 選択議定書
当条約には、この条約に反した人権蹂躙を受けた個人が、国連連合の障害のある人の権利に関する委員会に通知できることを定めた「障害者権利条約選択議定書」（en: Optional Protocol to the Convention on the Rights of Persons with Disabilities）もある。
これは国際人権規約や女子に対するあらゆる形態の差別の撤廃に関する条約といった、国際人権条約に関する選択議定書を参考に制定され、経済的、社会的及び文化的権利に関する国際規約の選択議定書に先駆け社会権についても個人通達を認めたもので、2025年2月現在の署名国は94カ国、批准国は107カ国である。とりわけ欧州連合の過半数と米州機構加盟国の多数（20カ国）は集団批准している（日本は未署名、未批准）。